# Earlston
Earlston ist eine Ortschaft in der schottischen Council Area Scottish Borders beziehungsweise in der traditionellen Grafschaft Berwickshire. Sie liegt rund fünf Kilometer nordöstlich von Melrose und 15 km nordwestlich von Kelso am linken Ufer des Leader Water, das wenige Kilometer südlich in den Tweed mündet.

## Geschichte
In der Mitte des 12. Jahrhunderts befand sich in Earlston eine Kirche, welche der Kelso Abbey unterstand. Die heutige Earlston Parish Church wurde 1736 erbaut.
Im 13. Jahrhundert lebte der Seher Thomas the Rhymer (auch Thomas of Ercildoun (eine mittelalterliche Schreibweise von „Earlston“)) in einem Turm in Earlston. Ein als Rhymer’s Tower bekannter Peel Tower am Standort stammt jedoch aus dem 16. Jahrhundert. Im Jahre 1493 ist ein Festungsbau namens Coudenknollis rund einen Kilometer südlich von Earlston verzeichnet. Das vermutlich im frühen 16. Jahrhundert weitgehend zerstörte Gebäude bildete die Keimzelle des heutigen Herrenhauses Cowdenknowes House. Mit Carolside befindet sich ein weiteres Herrenhaus nordwestlich der Ortschaft.
1489 wurde Earlston in den Stand eines Burgh of Barony gesetzt. Die Ortschaft entwickelte sich als Standort der Textilindustrie. Des Weiteren werden dort landwirtschaftliche Gerätschaften gefertigt.
Bereits im 19. Jahrhundert verzeichnete Earlston mehr als 1000 Einwohner. Ab 1951 stieg die Einwohnerzahl stetig an. Im Rahmen der Zensuserhebung 2011 wurden 1779 Personen in Earlston gezählt.

## Verkehr
Am Westrand von Earlston endet die aus Berwick-upon-Tweed kommende A6105. Sie bildet die Hauptverkehrsstraße der Ortschaft. Direkt westlich passiert die A68 (Darlington–Edinburgh). 1865 erhielt Earlston einen eigenen Bahnhof entlang der neueröffneten Berwickshire Railway. Die aus St Boswells kommende Strecke quert den Tweed südlich von Earlston auf dem imposanten Leaderfoot Viaduct. Die Strecke endete in Reston und verband so die Waverley Line mit der East Coast Main Line. Ebenso wie die Bahnstrecke wurde der Bahnhof jedoch zwischenzeitlich aufgelassen.